# Peter Tambakis
Peter Anthony Tambakis est un acteur américain né le 15 février 1984, qui a tourné dans Sixième Sens (1999), Igby (2002) et La Rançon (1996).

## Filmographie
- 1996 : La Rançon : Nelson
- 1998 : River Red : Dave jeune
- 1999 : Sixième Sens : Darren
- 2002 : Igby : Oliver à 13 ans
- 2006 : Il était une fois dans le Queens : Nerf jeune
- 2009 : Fighting : Z